# U.S. Senate Special Committee to Investigate the National Defense Program

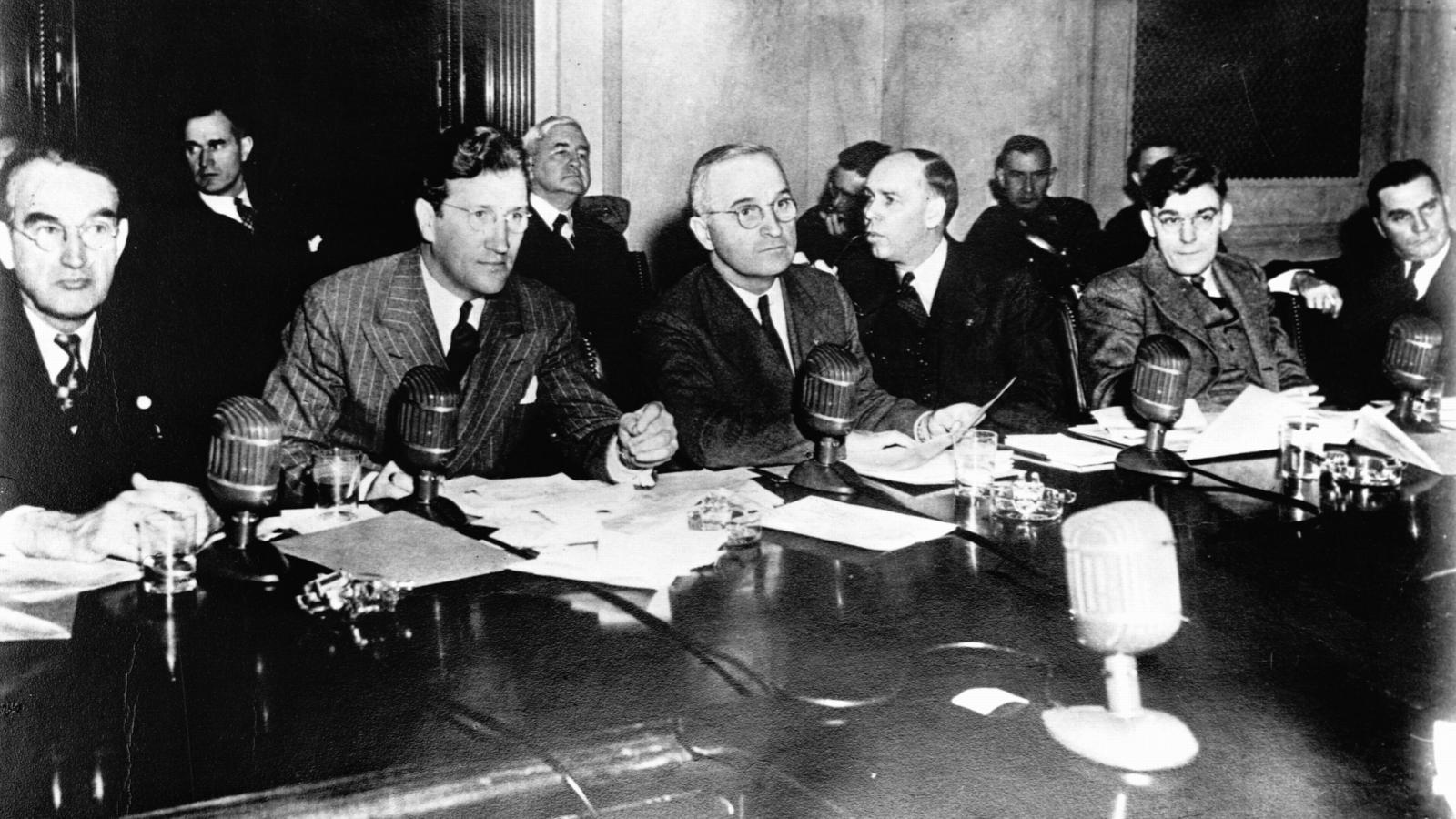
Le sénateur Harry S. Truman à une réunion du Senate Special Committee to Investigate the National Defense Program (1943)

Ce comité permanent du sénat des États-Unis siégea de 1941 à 1948 sous la présidence de Harry S. Truman, alors sénateur. Il se chargeait d'enquêter sur les contrats de fournitures de matériel militaire, passés par le gouvernement.
En 1948, il fut remplacé par le (en) US Senate Homeland Security and Governmental Affairs Permanent Subcommittee on Investigations, qui fonctionne encore de nos jours.